# Madeleine Parent
Pour les articles homonymes, voir Parent.
Madeleine Parent (née le 23 juin 1918, - morte le 12 mars 2012,) est une syndicaliste et une féministe québécoise. Son implication sociale aura eu des impacts dans le monde syndical, féministe et auprès des femmes autochtones et des communautés culturelles au Québec.

## Biographie

### Jeunesse et formation
Née à Montréal, elle est l'aînée de deux enfants et grandit face au parc La Fontaine,. Elle fréquente le couvent Villa Maria, où elle affirme avoir été témoin de l'injustice que les religieuses enseignantes faisaient subir aux servantes. Elle entre ensuite à l'école Trafalgar, un établissement d'enseignement anglophone de bonne renommée. En 1936, elle entreprend des études en sociologie à l'Université McGill, et obtient son diplôme en 1940. Elle opte pour un parcours scolaire anglophone pour "éviter d'avoir à faire un baccalauréat dans un collège classique de religieuses".
En août 1939, alors âgée de 21 ans, elle sauve un jeune de la noyade.

### Militante
À l'université, elle milite au sein du Student Christian Movement (en), ou Canadian Student Assembly, pour l’obtention de bourses d’études aux jeunes issus des milieux défavorisés, dont des fils de cultivateurs. À la fin des années 1930, elle rencontre Léa Roback, avec qui elle milite activement pour plusieurs causes, notamment pour le suffrage féminin au Québec. Cette rencontre se fait alors que Parent est aux études en sociologie à l'Université McGill. Madeleine Parent et Léa Roback sont restées amies et compagnes de luttes jusqu'à leurs derniers jours.
Elle entre dans les unions ouvrières le 1er mai 1942. Elle se lie d'amitié avec le syndicaliste Kent Rowley, avec qui elle aura partagé sa vie.
Impliquée dans les causes qui lui tenaient à cœur tout au long de sa vie, elle a participé à la Marche Du pain et des roses en 1995 et au Sommet des Amériques de Québec en 2001.

### Industrie du textile
En 1942, elle participe à l'organisation des ouvriers de la Dominion Textile sous la bannière des Ouvriers unis du textile d'Amérique (OUTA). En 1946, elle participe activement aux grèves d'employés d'usines de Saint-Henri, d'Hochelaga et de Valleyfield. Le 13 août, lors d'un affrontement entre la police et les grévistes à Valleyfield, elle fait partie, tout comme Rowley, des dirigeants syndicaux arrêtés.
En 1947, elle est à nouveau dans la mire des autorités lors de la grève de Lachute. Le 19 mai, le premier ministre Maurice Duplessis ordonne l'arrestation des principaux chefs syndicaux : Parent, Rowley et Azelus Beaucage,. Il les accuse d'être de dangereux communistes qui forcent les travailleurs à se mettre en grève. Duplessis accuse Parent d'être une communiste russe qui cherche à faire la révolution en Gaspésie. Elle et Rowley seront condamnés en 1948 pour conspiration séditieuse,. Rowley purge six mois de prison, et Parent, après maintes procédures, est acquittée en 1955,. Elle aura subi, en carrière, cinq arrestations au total et sept condamnations pour conspiration séditieuse.

### Exil en Ontario
En 1952, expulsés de l'OUTA sous la pression des syndicats américains, Parent et Rowley quittent le Québec pour l'Ontario. Avec lui, elle parcourt le Canada dans les années 1950 afin de créer des syndicats locaux indépendants des syndicats américains. Ils y fondent la Confédération des syndicats canadiens (en) en 1969. La journaliste et féministe Judy Rebick a rendu hommage à « l’une des rares militantes qui avait une influence égale au Québec et au Canada anglais ».
Elle revient au Québec après la mort de Rowley en 1978. Elle y milite à nouveau, participe au Comité d’action pour le statut de la femme (de la Fédération des femmes du Québec) y porte notamment la cause des autochtones et des immigrantes. Et elle se prononce pour le « Oui » lors du référendum de 1980.

### Retraite
Retraitée à 65 ans, en 1983, elle continue néanmoins à militer pour diverses causes, notamment pour les immigrants, les autochtones et les femmes.
En 1984, la Confédération des syndicats nationaux lui rend hommage lors de son 52e congrès, en même temps qu'à Michel Chartrand.
Elle s’investit à la Fédération des femmes du Québec et participe à la Marche Du pain et des roses en 1995 puis à la Marche mondiale des Femmes en 2000,,. En 2001, alors âgée de 83 ans, elle marche dans le cadre d'une des manifestations du Sommet des Amériques de Québec. Elle soutient (en 2003) la lettre d’appui au mariage gai, diffusée par la Fondation Émergence. Elle se prononce, en 1991, contre la première invasion américaine en Irak et, en 2003, contre la deuxième invasion, tout comme, en 2001, contre l’intervention étrangère en Afghanistan.
Elle meurt à 93 ans, dans la nuit du 11 au 12 mars 2012, au centre hospitalier de soins de longue durée (CHSLD) Reine-Elizabeth, à Montréal, des suites d'une maladie.

## Héritage
- Sophie Bissonnette a réalisé un documentaire sur sa vie intitulé Madeleine Parent/Tisserande de solidarités.
- L'historienne Andrée Lévesque a écrit sa biographie.
- La maison Parent-Roback du Vieux-Montréal, qui abrite des organismes dont le mandat est de venir en aide aux femmes, est nommée en l'honneur de Madeleine Parent et Léa Roback[12].
- Francine Tougas a interprété son rôle dans le feuilleton Duplessis.

## Honneurs
- 1984 : Hommage de la CSN
- 1993 : Prix Idola Saint-Jean
- 2005 : Médaille de l'Assemblée nationale[21]
- Doctorats honorifiques : des universités Athabasca, Carleton, Concordia, Laurentienne, Trent (à Peterborough), Windsor, York et de l’église Unie de l’Université McGill[2]
- Sociétaire émérite de la Fondation Aubin
- Le parc situé juste à côté du site de l'ancienne Montreal Cotton Company de Valleyfield a été nommé en son honneur.
- Le pont Madeleine-Parent, qui enjambe le Canal de Beauharnois à Beauharnois, est nommé en son honneur.
- Un nouveau parc dans l'arrondissement Sud-Ouest de Montréal a été inauguré le 17 septembre 2016[22].